# 托夸鎮區 (明尼蘇達州大石湖縣)
托夸鎮區（英語：Toqua Township）是位於美國明尼蘇達州大石湖縣的一個行政鎮區。

## 地方資料
托夸鎮區的面積為90.90平方千米，當中陸地面積為87.40平方千米，而水域面積為3.50平方千米。根據2020年美國人口普查的數據，當地共有人口43人，而人口密度為每平方千米0.47人。